# هارولد پرینو
هارولد پرینو (به انگلیسی: Harold Perrineau) (زاده ۷ اوت ۱۹۶۳) یک بازیگر آمریکایی است.
وی بیشتر با بازی در نقش‌های مایکل داوسون در مجموعه تلویزیونی گمشده (۲۰۰۴–۲۰۱۰)، لینک در فیلم ماتریکس و آگوستوس هیل در مجموعه تلویزیونی Oz (۱۹۹۷–۲۰۰۳) شناخته می‌شود. او همچنین در فیلم زن در بالا و در جستجوی عدالت بازی کرده است.

## فیلم‌شناسی

### سینما
- دود (۱۹۹۵)
- رومئو + ژولیت (۱۹۹۶)
- لبه تیغ ۱۹۹۷
- لولو روی پل (۱۹۹۸)
- زن در بالا (۲۰۰۰)
- ماتریکس: بارگذاری مجدد (۲۰۰۳)
- ۲۸ هفته بعد (۲۰۰۷)
- دروغ نگو توپ (۲۰۰۸)
- در جستجوی عدالت (۲۰۱۱)
- ترانزیت (۲۰۱۲)
- خبرچین (۲۰۱۳)
- نابغه شیطانی سکسی (۲۰۱۳)
- من اینجا نیستم (۲۰۱۷)
- مردان مجرد (۲۰۱۷)
- استفانی (۲۰۱۷)
- دامپلین (۲۰۱۸)

### تلویزیون
- نظم و قانون (۱۹۹۰)
- لاست (۲۰۰۴–۲۰۱۰)
- سی‌اس‌آی (۲۰۰۷)
- سی‌اس‌آی: نیویورک (۲۰۱۰)
- فرزندان آشوب (۲۰۱۲)
- فینیس و فرب (۲۰۱۲)
- نظم و قانون: واحد قربانیان ویژه (۲۰۱۳)
- کنستانتین (۲۰۱۴–۲۰۱۵)
- معماهای لورا (۲۰۱۶)
- جالوت (۲۰۱۶)
- ذهن‌های مجرم (۲۰۱۷)
- تازه‌کار (۲۰۱۹)
- از جانب(۲۰۲۱)